# Katastrofa na „Słońcu Antarktydy”
Katastrofa na „Słońcu Antarktydy” – powieść fantastycznonaukowa z elementami kryminału, debiut powieściowy Adama Hollanka, wydana po raz pierwszy w 1958 r. nakładem wydawnictwa „Wiedza Powszechna”.

## Fabuła
W odległej przyszłości Ziemia ma sztucznego satelitę, umieszczonego nad Antarktydą. Satelitą owym próbują zawładnąć mroczne siły, a przeszkodzić się im stara emerytowany detektyw, Jan Chryzostom Głaz.
Autor używa tu neologizmów, opisując świat przyszłości, jak: widefon, skóroplastik, telegazeta, akcelerator myśli.

## Odbiór
Antoni Smuszkiewicz pisze, że powieść „wyraża sceptyczny stosunek do popularnych we wczesnej sf teorii o pozytywnym wpływie cywilizacji materialnej na osobowość człowieka”, bowiem „zmieniły się warunki zewnętrzne, a ludzie pozostali tacy sami: dobrzy i źli”, zaś „wytwory postępu technicznego i naukowego w równym stopniu wykorzystywane są przez jednych, jak i drugich”. Potwierdza to Maciej Parowski, pisząc, że autor pamiętał, że „nauka nie uświęca, nie uniemożliwia łajdactwa, okrucieństwa, słabości  (...) przyszłość nie musi być świetlana”. Andrzej Niewiadowski i Smuszkiewicz oceniają, że w powieści autor zadaje klasyczne pytania „o nieśmiertelność, granice wolności jednostek i społeczeństw, o twierdzenia, że dążenia do doskonałości na siłę powodują rozpad życia psychicznego i fizycznego”.
Krytycy zauważają, że pionierskim osiągnięciem Hollanka w powieści było „odmienne spojrzenie na człowieka przyszłości, jak i po raz pierwszy po wojnie wykorzystanie schematu utworu kryminalnego w budowie akcji powieści fantastycznonaukowej” (Smuszkiewicz), co było zasługą odwilży popaździernikowej i powrotu na półki księgarskie literatury „nieindokrtynującej”, m.in. kryminalnej (Parowski). Parowski ocenia, że Hollanek wpisuje się utworem w nurt czarnego kryminału, włączając jednocześnie elementy powieści obyczajowej, filozoficznej i politycznej. Chwali jednocześnie warsztat pisarza, oceniając, że „jego pisarska kamera ma szczególną właściwość – rysuje ostro tylko w centrum obrazu, autor często zmienia tempo, zmienia ujęcia, nie dopowiada szczegółów”, choć czasem „puszcza się w dygresje, skacze, zmienia rytm i plany”, co utrudnia lekturę. Także pod względem fabuły krytykuje autora, pisząc, że „cała kosmiczno-batalistyczna awantura” przypomina, o 20 lat późniejsze „kosmiczne westerny” Bohdana Peteckiego.
Zastrzeżenia do oryginalności utworu ma Adam Mazurkiewicz, nazywając powieść „najbardziej oczywistym przykładem literackiego serwilizmu wobec Lema” (w odniesieniu do Astronautów). 